# Chlorodynerus lamellipes
Chlorodynerus lamellipes är en stekelart som först beskrevs av Giordani Soika 1940.  Chlorodynerus lamellipes ingår i släktet Chlorodynerus och familjen Eumenidae. Utöver nominatformen finns också underarten C. l. lateraloides.